# Helicoverpa fusca
Helicoverpa fusca är en fjärilsart som beskrevs av Cockerell 1889. Helicoverpa fusca ingår i släktet Helicoverpa och familjen nattflyn. Inga underarter finns listade i Catalogue of Life.